# 麻雀学園祭2
『麻雀学園祭2』（まーじゃんがくえんさい2）は、メイクソフトウェアおよびティー・システムが開発、メディア商事が発売した脱衣麻雀。1998年7月発売。『麻雀学園祭DX～前日にまつわる奮戦記～』としてセガサターンに移植されている（1998年9月23日発売）。

## 概要
前作『麻雀学園祭』同様、プレイヤーは高校の写真部部長という設定。前作は学園祭で展示する写真を撮影、本作はその学園祭当日である。独自のルールとして、「めちゃモエ℃」という数値が導入されている（前作同様）。プレイヤーが登場人物に勝利するとこの数値は上昇する。大きな役で上がると上昇も大きい。登場人物をクリアした時の「めちゃモエ℃」に応じて脱衣画面の内容は変わる。

### 登場人物
- 柏木 若菜: 声 - 笠井律子
- 七瀬 美樹: 声 - 麻見順子
- 真崎 優子: 声 - 松井菜桜子
- 結城 まきえ: 声 - 吉田古奈美
- 江上 かんな: 声 - 西原久美子
- 坂田 涼子: 声 - 水谷優子

（出典：）

### 新聞部の記事で登場
- 真崎 優子　　『弾ける汗がかもしだす神秘　君は美しい‼』　のタイトルで体育祭のブラが透けてる盗撮写真
- 江上 かんな　『木漏れ日の中　青春の一コマ』　のタイトルで水飲み場で胸の谷間とブラが丸見えな盗撮写真
- 結城 まきえ　『夏　過ぎ去りし日々・・』　のタイトルでバイトの休憩中服の胸元を開けブラが丸見えな盗撮写真
- 坂田 涼子　　『眼鏡の下に隠された謎　転校生の素顔に迫る』　のタイトルで更衣室で下着姿の盗撮写真
- 高橋 恵子　　『未確認ゾーン　遂に撮影に成功』　のタイトルで靴の履き替えで前屈みパンチラしてる盗撮写真
- 七瀬 美樹　　『お疲れ様　もう少し休んでてもいいよ。』　のタイトルで椅子に座って居眠りしてる座りパンチラの盗撮写真
- 秋野 まこと　『風のイタズラ　春の嵐』　のタイトルで風でスカートがめくれてほぼモンローパンチラ状態の盗撮写真